# Empresa Aeronáutica Ypiranga
Pour les articles homonymes, voir EAY.
Empresa Aeronáutica Ypiranga (EAY) est une entreprise brésilienne créée à São Paulo en 1931 à l'initiative de l'américain Orthon Hoover, du brésilien Henrique Dumont Villares et de l'allemand Fritz Roesler.
Venu au Brésil en 1914 pour y monter trois hydravions Curtiss achetés par l'Aviation Navale brésilienne, Horton s'était installé définitivement au Brésil en 1928. Il avait collaboré avec Frederico Brotero au développement de l'IPT Bichinho. Henrique Dumont Villares était neveu de Santos-Dumont et Fritz Roesler (né à Strasbourg), avait été pilote de chasse durant la Première Guerre mondiale avant de gagner le Brésil. Roesler avait fondé en 1923 dans un quartier de São Paulo, Ypiranga, une école de pilotage, puis participé avec George Coubisier, Francisco Matarazzo et d'autres, à la création de la compagnie aérienne VASP.
Empresa Aeronáutica Ypiranga débuta ses activités par la réalisation d'un planeur, l'EAY-101, une copie du Stamer Lippisch Zögling (en) allemand, dont 6 exemplaires furent construits. La seconde réalisation de la firme était copiée sur le Taylor Cub. L'EAY-201 était un biplace d'école en tandem à aile haute à moteur en étoile Salmson 9Ad de 40 ch qui débuta ses essais en 1935. 5 exemplaires seulement furent construits. En 1942, EAY fut absorbée par Companhia Aeronáutica Paulista (CAP), l'EAY-201 devenant alors CAP-4 Paulistinha.